# Prix UEFA du Meilleur joueur d'Europe 2016
Le Prix UEFA du Meilleur joueur d'Europe 2016 est un prix décerné par l'UEFA à un joueur jouant pour un club de football européen et qui a su se distinguer comme étant le meilleur de la saison 2015-2016.
Navigation
Édition précédente Édition suivante
Le 25 août 2016, Cristiano Ronaldo réalise le doublé après 2014.

## Palmarès

### Classement officiel[2]
| #  | Nom               | Club            | Points |
| -- | ----------------- | --------------- | ------ |
| 1  | Cristiano Ronaldo | Real Madrid     | 40     |
| 2  | Antoine Griezmann | Atlético Madrid | 8      |
| 3  | Gareth Bale       | Real Madrid     | 7      |
| 4  | Luis Suárez       | FC Barcelone    |        |
| 5  | Lionel Messi      | FC Barcelone    |        |
| 6  | Gianluigi Buffon  | Juventus FC     |        |
| 7  | Pepe              | Real Madrid     |        |
| 8  | Manuel Neuer      | Bayern Munich   |        |
| 9  | Toni Kroos        | Real Madrid     |        |
| 10 | Thomas Muller     | Bayern Munich   |        |